# Ambuquí
Ambuquí, alternative Schreibweise: Ambuqui, ist eine Ortschaft und eine Parroquia rural („ländliches Kirchspiel“) im Kanton Ibarra der ecuadorianischen Provinz Imbabura. Die Parroquia besitzt eine Fläche von 132,1 km². Die Einwohnerzahl lag im Jahr 2010 bei 5477.

## Lage
Die Parroquia Ambuquí liegt in den Anden im Norden von Ecuador. Der Río Chota fließt entlang der nördlichen Verwaltungsgrenze nach Westen und entwässert dabei das Areal. Der östliche Teil der Parroquia umfasst das Flusstal der Quebrada de Ambuquí. Die Quebrada Chalguayacu verläuft entlang der östlichen Verwaltungsgrenze. Der 1780 m hoch gelegene Hauptort Ambuquí befindet sich 15 km nordöstlich vom Stadtzentrum von Ibarra. Die Fernstraße E35 (Ibarra–Tulcán) verläuft entlang dem Südufer des Río Chota.
Die Parroquia Ambuquí grenzt im Osten an die Parroquia Pimampiro, im äußersten Süden an die Parroquia Mariano Acosta (beide zuvor genannten Parroquias gehören zum Kanton Pimampiro), im Westen an das Municipio von Ibarra sowie im Norden an die Provinz Carchi mit der Parroquia Mira (Kanton Mira) sowie San Vicente de Pusir und Los Andes (beide im Kanton Bolívar).

## Orte und Siedlungen
Die Parroquia ist in folgende Comunidades gegliedert: El Chota, Carpuela und El Juncal mit überwiegend schwarzer Bevölkerung (negros), San Clemente mit überwiegend Mestizen als Einwohner, 
Peñaherrera, Chaupi Guaranguí, Apangora, Rancho Chico, Rumipamba, La Playa und  El Ramal de Ambuquí mit vorwiegend indigener Bevölkerung sowie der Hauptort (cabecera parroquial), in dem alle drei Ethnien bzw. Volksgruppen vertreten sind, die indigene jedoch wesentlich geringer als die anderen beiden.

## Geschichte
Die Parroquia Ambuquí wurde am 25. Juni 1824 gegründet. Im Jahr 1927 wurde die kirchliche Pfarrei in Ambuquí gegründet.